# 三聚异氰酸
三聚异氰酸（英語：Cyamelide），俗称氰白， 为非晶型白色固体，化学式为(HNCO)x，由异氰酸发生二聚与三聚等的混合物：
二聚异氰酸：2HNCO→(HNCO)2
三聚异氰酸：3HNCO→(HNCO)3
具有瓷白色，不溶于水。